# 高皇后 (北魏孝武帝)
高皇后（こうこうごう、生没年不詳）は、中国北魏の孝武帝の皇后。

## 経歴
高歓と婁昭君の間の長女として生まれた。高澄・北斉の太原長公主・文宣帝高洋・孝昭帝高演・武成帝高湛・博陵王高済の同母姉である。
孝武帝が即位すると、その後宮に入って皇后に立てられた。夫婦仲はうまくゆかず、孝武帝は3人の従姉妹（元明月・安徳公主・元蒺藜）を寵愛して不倫の仲となった。534年12月、孝武帝が関中に入って死去すると、皇后は彭城王元韶に再嫁して妃（正室）となった。
高歓は新たに孝静帝を擁立し、次女を皇后とした（同じく高皇后と呼ばれる、のちの太原長公主）。

## 伝記資料
- 『北史』巻13 列伝第1